# Sibagat
Sibagat (Bayan ng Sibagat) är en kommun i Filippinerna. Kommunen ligger på ön Mindanao, och tillhör provinsen Agusan del Sur. Folkmängden uppgår till 30 442 invånare år 2015.

## Barangayer
Sibagat är indelat i 24 barangayer.
| - Afga - Anahawan - Banagbanag - Del Rosario - El Rio - Ilihan - Kauswagan - Kioya - Magkalape - Magsaysay - Mahayahay - New Tubigon | - Padiay - Perez - Poblacion - San Isidro - San Vicente - Santa Cruz - Santa Maria - Sinai - Tabon-tabon - Tag-uyango - Villangit - Kolambugan |